# (2013) Tucapel
(2013) Tucapel (1971 UH4; 1936 PL; 1940 XC; 1942 EP1; 1950 TP2; 1969 AT; 1974 MM; 1974 NA; 1974 OJ) ist ein Asteroid des Hauptgürtels, der am 22. Oktober 1971 von Carlos Torres und J. Petit im Cerro El Roble-Observatorium entdeckt wurde.

## Benennung
Der Asteroid wurde nach dem Häuptling Tucapel im Arauco-Krieg benannt, dessen Frau Gualeva war. Tucapel starb 1560 im Kampf gegen die spanischen Soldaten.